# Psychoda vesca
Psychoda vesca är en tvåvingeart som beskrevs av Quate 1967. Psychoda vesca ingår i släktet Psychoda och familjen fjärilsmyggor. Inga underarter finns listade i Catalogue of Life.